# 早水凛
早水 凛（はやみず りん、12月24日 - ）は、日本のタレント、女優、声優。放課後プリンセスの元メンバー。

## 来歴・人物
京都府京都市出身。特技は水泳、短距離走。趣味は神社・仏閣めぐり、星型のグッズ集め、都市伝説。
スイミングスクールでは、バタフライの動きがどうしてもやりたくないと小2ながらに思い、進級テストの際あえてへたくそに泳ぎ、進級を拒み続けた為、バタフライは現在も泳げない。平泳ぎは早い。
アイドルグループ「放課後プリンセス」に4期生として加入し、はんなり委員長として活躍。放課後プリンセス卒業後、他アイドルグループを経て、2015年6月14日にベルサール秋葉原で開かれたWCS主催イベント『AKIBA POP JAM』より「超アニメ系微少女ユニット kiraLyraHeart」のりんりんとしてデビュー。

## 出演

### テレビ
- 24時間テレビ「愛は地球を救う」36（2013年8月、日本テレビ系）
- 世界の怖い夜！（2013年、TBS）
- Theオーディションlive（2017年、千葉テレビ） - レギュラー
- オーディションDESHOW（千葉テレビ） - レギュラー

### ゲーム
2015年
- 軍神召喚†アークナイツ（クロノス、グリフォン、ハンマーウィッチ、ハニエル、アート・サモナー、ウェパル）
- バトッてオトギ戦争（白竜、黒竜、火車）

### イベント
- SAITAMA Smile Womenフェスタ（2013年9月、さいたまスーパーアリーナ） - 放課後プリンセスとしてライブ他、個人でファッションショーにランウェイモデルとして出演。
- AKIBA POP（2015年6月、ベルサール秋葉原）
- ナゴヤアニソンフェス2016（2016年12月） - MC

### 舞台
- 花や...蝶や...（2014年4月、東京芸術劇場シアターイースト）
- フライングパイレーツ～ネバーランド漂流記 - 犬山奈々 役
  - 第2回（2014年7月、池袋シアターグリーンBIG TREE THEATER）
  - 第3回（2015年4月、新宿村LIVE）

## 作品

### CD

#### 放課後プリンセス
- ジュリエット～君を好きな100の理由～(2013 version)（5th SINGLE、2013年5月発売） - オリコンインディーズ週間ランキング第1位、デイリー第11位、ウィークリー第17位を記録。
- サムはフユい！（6th SINGLE、2013年11月発売） - オリコンインディーズ週間ランキング第2位、ウィークリー第26位を記録。